# Gamaselliphis
Gamaselliphis – rodzaj roztoczy z kohorty żukowców i rodziny Ologamasidae.

## Morfologia
Pajęczaki o ciele podzielonym na gnatosomę i idiosomę. Gnatosoma ma pięcioczłonowe nogogłaszczki z członem ostatnim zaopatrzonym w trójwierzchołkowy pazurek. Epistom pozbawiony jest maczugowatego wyrostka środkowo-przedniego. Idiosoma od wierzchu nakryta jest dwoma wyraźnie oddzielonymi tarczkami: podonotalną nad podosomą (na prodorsum) i opistonotalną nad opistosomą (na postdorsum). Na spodzie podosomy występuje jedna para płytek presternalnych. Na spodzie opistosomy tarczki brzuszna i analna zlane są w tarczkę wentro-analną. Ponadto tarczka wentro-analna zrośnięta jest z tarczą opistonotalną. Na tarczkach grzbietowych brak jest szczecinek na szypułkach, ponadto na tarczce opistonotalnej brak jest szczecinek gęsto owłosionych. Szczecinki preanalne są wykształcone. Odnóża pierwszej pary różnią się od tych u Euepicrius obecnością przedstopiów.

## Taksonomia
Takson ten wprowadzony został w 1961 roku przez Pietera A.J. Ryke’a w randze podrodzaju w obrębie rodzaju Cyrtolaelaps. Gatunkiem typowym autor ów wyznaczył Cyrtolaelaps (Gamaselliphis) potchefstroomensis. Do rangi osobnego rodzaju omawiany takson wyniesiony został w 1970 roku przez Vincenta F. Lee.
Do rodzaju tego należy 5 opisanych gatunków:
- Gamaselliphis cathkini (Ryke, 1961)
- Gamaselliphis grahamstowni (Ryke, 1961)
- Gamaselliphis lawrencei (Ryke, 1961)
- Gamaselliphis montanellus (Ryke, 1961)
- Gamaselliphis potchefstroomensis (Ryke, 1961)